# Tour à dés

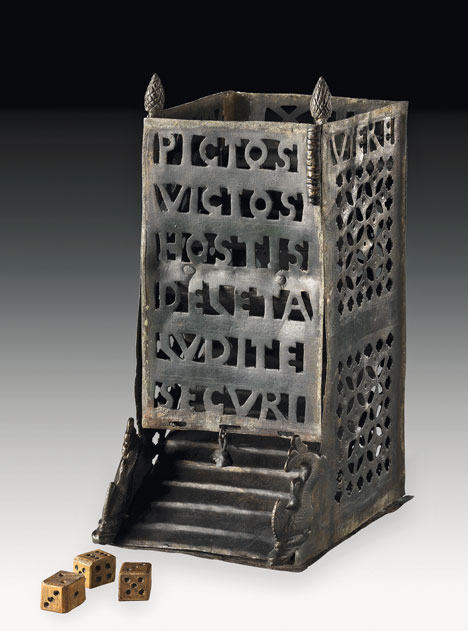
La tour à dés Vettweiss-Froitzheim date du IVe siècle

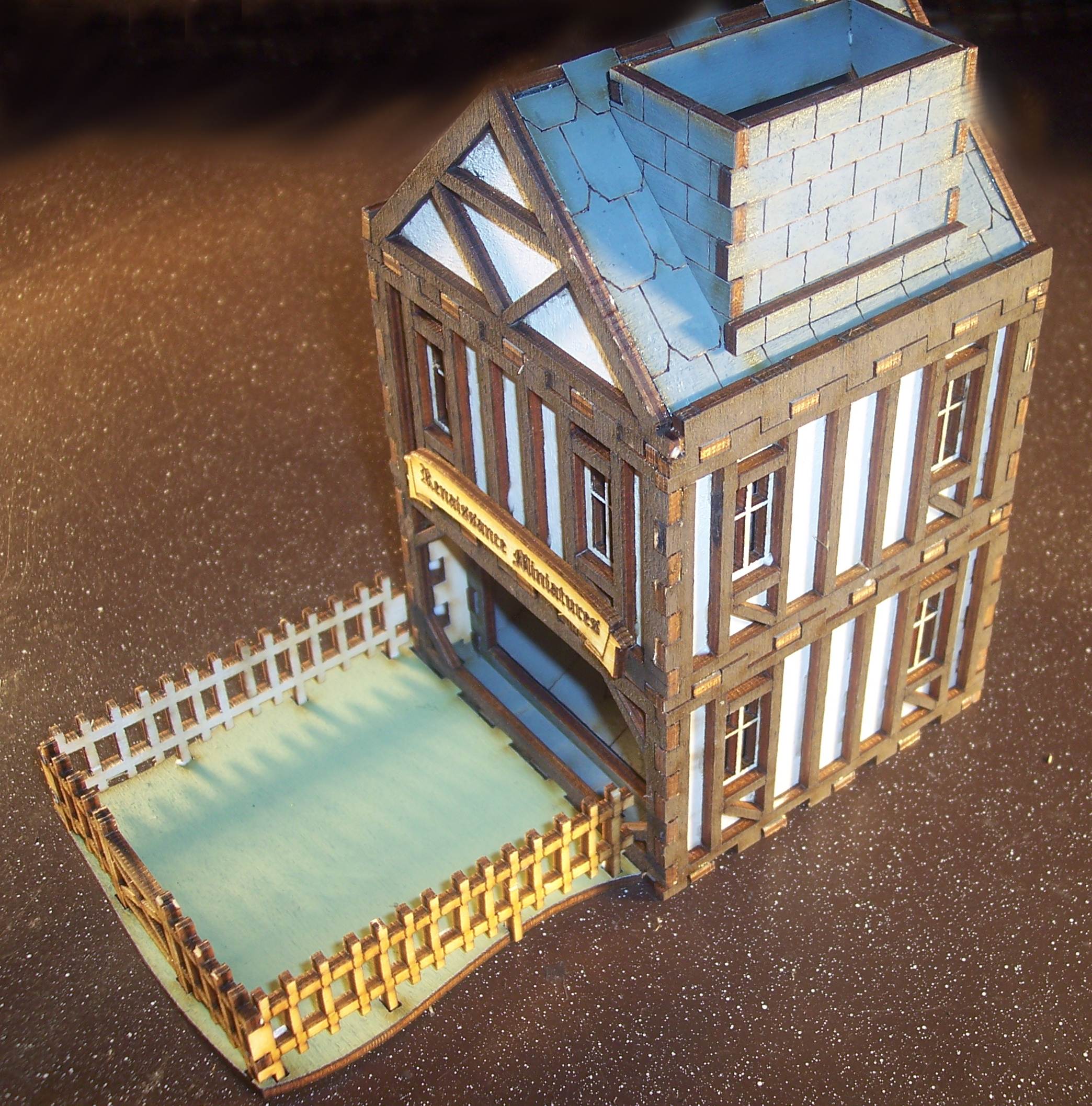
Une tour à dés, conçue pour ressembler à une maison médiévale à l'échelle 28mm.

Une tour à dés (Turricula, « petite tour  ») est un objet utilisé par les joueurs pour lancer les dés de manière équitable. Les dés sont lâchés au sommet de la tour et rebondissent sur diverses plates-formes cachées à l'intérieur avant de sortir sur la surface de jeu. Les tours à dés éliminent certaines méthodes de triche qui peuvent être utilisées pour lancer les dés à la main. Il existe de nombreuses formes de tours et leur construction aussi bien que leur conception varient. 

## Histoire
Des attestations littéraires de l'usage des tours à dés remontent au Ier siècle (Martial, Épigrammes, 14, 16). Des sources iconographiques et archéologiques sont connues depuis au moins le IVe siècle. La tour à dés de Vettweiss-Froitzheim est un exemple toujours d'actualité. Cet exemplaire, utilisé par les Romains en Allemagne, a la même conception de base que les exemples modernes avec des déflecteurs internes pour forcer les dés à tourner plus aléatoirement.

## Construction
Les tours à dés peuvent être construites assez facilement. Les principaux éléments d’une tour à dés incluent: 
- la tour elle-même, un parallélépidède rectangle vertical et creux, avec des saillies le long du côté (souvent appelés « déflecteurs ») forçant le dés à ricocher suffisamment afin de parvenir à un résultat aléatoire
- une rampe au fond qui éjecte les dés de l'intérieur de la tour,
- un petit plateau dans lequel s'immobilisent les dés, généralement bordé d'un petit rebord permettant d'empêcher les dés de sortir et de perturber le jeu ou de s'égarer.

## Utilité et usage

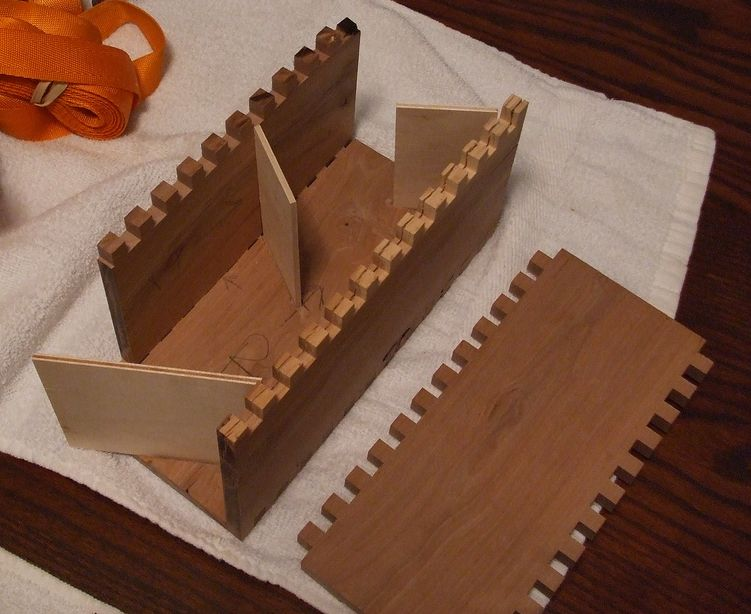
Intérieur d'une tour à dés montrant des rampes destinées à provoquer un basculement lorsque les dés tombent dans la tour.

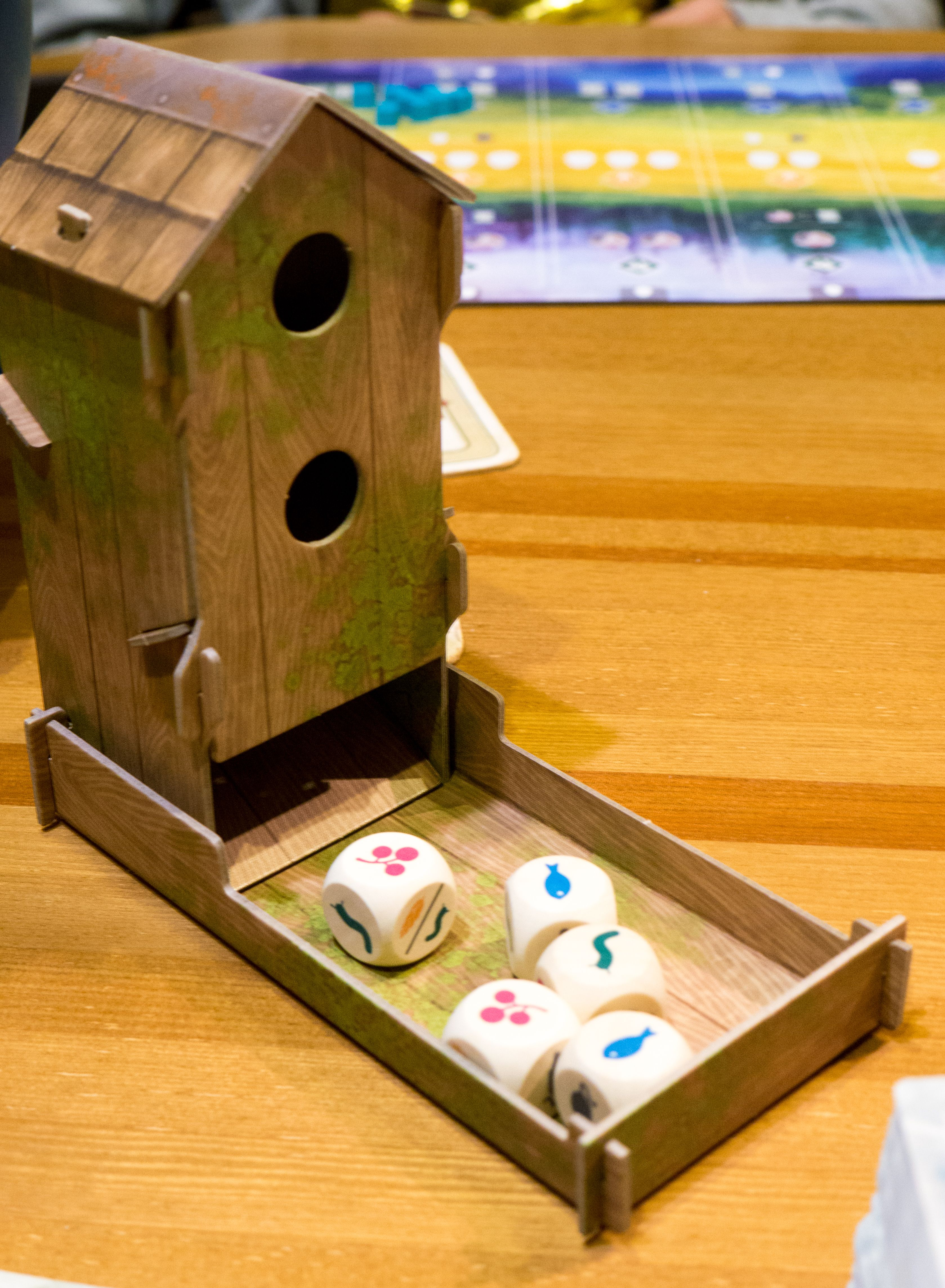
Tour à dés du jeu de société Wingspan.

Les dés sont lâchés dans le haut de la tour et rebondissent sur plusieurs rampes intérieures avant de sortir d’une ouverture à la base de la tour. Certaines tours à dés incluent une zone fermée à la base afin d'éviter que les dés ne soient éparpillés sur la table. 
Les tours à dés sont principalement utilisées dans le domaine des jeux de rôle et des jeux de société. L'objet offre de nombreux avantages : 
- il assure un résultat aléatoire en empêchant toute influence volontaire du joueur sur son lancer.
- les tours munies de rebords réduisent le risque de jet "cassé" en allouant une zone plane et sans obstacle en fin de course des dés. De la même manière, ces modèles évitent généralement que les dés ne tombent de la table.
- au cours d'une séance de jeu de rôle papier, les joueurs peuvent manquer d'espace du fait de l'encombrement de la table (feuilles des personnages, écran du maître du jeu, figurines, livre de règles, etc). Une tour attribue une zone restreinte dédiée au lancer des dés.
- certains dés pouvant être faits de métal, une tour suffisamment robuste évite les marques d'impact contre la table.

Dans les tournois de backgammon, une tour à dés, souvent appelée «gobelet à dés», est couramment utilisée pour garantir l'équité en réduisant la possibilité que le joueur ait une influence intentionnelle sur le lancer. 
À l'époque byzantine la Turricula est sujette à un usage métaphorique et elle représente le « sommet du ciel  » . 